# Akītu

A destra: la Porta di Ištar conservata al Pergamonmuseum di Berlino.
A sinistra: Immagine di una statua di un dio servitore rinvenuta all'ingresso del tempio dedicato a Nabû a Nimrud (oggi Kalhu), e risalente al periodo neo-assiro (811-783 a.C.). È molto improbabile che tale raffigurazione rappresenti il dio Nabû in quanto, pur se la testa riporta le corna proprie delle divinità, le mani giunte indicano un servitore. 
(Dalla preghiera a Marduk (Bel) pronunciata dal šešgallu, il 2º giorno di Nisannu prima dell'alba, all'apertura della festa di Akītu. In Rituale dell'Anno Nuovo a Babel, 10-18; traduzione di Giorgio R. Castellino pp. 735 e sgg.)
(Dalla preghiera pronunciata dal šešgallu a Beltia (lett. "Mia Signora" ovvero Ṣarpānītu, la paredra di Marduk), il 4º giorno di Nisannu, prima dell'alba. In Rituale dell'Anno Nuovo a Babel, 255-270 (262-277 sono qui omissis); traduzione di Giorgio R. Castellino pp. 735 e sgg.)
L'Akītu è la festa del Nuovo Anno (Capodanno) celebrata nell'antica Babilonia. Tale festa è attestata in area mesopotamica già in epoca pre-sargonica e fino al III secolo d.C., ed è la festa babilonese più importante e poteva essere celebrata solo alla presenza del suo re.
Questa festa veniva celebrata per dodici giorni nel mese di Nisān (Nissanu), e alla sera del quarto giorno, il grande sacerdote (šešgallu) del tempio del dio poliade di Babilonia e re degli dèi, Marduk, l'Esagila, recitava il poema cosmogonico Enūma eliš.
Il culmine della festività consisteva in una lunga processione che trasportava le statue di Marduk e di suo figlio Nabû, quest'ultima giunta da Borsippa, sede del suo culto. Dal "tempio di Esagila" (lett. "Casa che leva alto il capo", "Casa elevata"), il corteo religioso si snodava lungo la Via della Processione decorata con pareti smaltate policrome, attraversando la Porta di Ištar, anch'essa smaltata con raffigurazioni di draghi e leoni, fino all'attraversamento del fiume, raggiungendo il "tempio di Akītu" (bīt Akītu), situato all'esterno delle mura cittadine e che si apriva per l'occasione una volta l'anno.

## Il rituale dell'Akītua Babilonia
Il rituale del Akītu (Anno Nuovo) a Babilonia lo conosciamo, in parte, quindi con lacune, grazie a dei testi rituali e a delle iscrizioni, in particolare a quattro frammenti a noi pervenuti. Tutti questi frammenti sono pezzi staccati da tavole che in origine erano composte da sei colonne (tre per lato), contenute, a loro volta, in un più ampio testo il quale sembrerebbe non essere limitato al solo rituale del Capodanno. La traslitterazione del testo dal cuneiforme accadico la si deve all'assiriologo francese François Thureau-Dangin (1872-1944) ed è riportata a partire dalla p. 129 del suo Rituels Accadiens (Parigi, Éditions Ernest Leroux, 1927), l'assiriologo italiano Giorgio R. Castellino l'ha tradotta in italiano nel suo Testi sumerici e accadici (Torino, UTET, 1977, pp. 735 e sgg.). A partire da questi testi, Mark E. Cohen, in The Cultic Calendars of the Ancient Near East (CDL Press Bethesda, Maryland 1993, pp. 437 e sgg.), ne ha ricostruito il calendario; successivamente approfondito, anche se con delle differenti conclusioni da quelle di Cohen, da Julye Bidmead in The Akitu Festival: Religious Continuity and Royal Legitimation in Mesopotamia (Piscataway NJ, Gorgias Press, 2002), testo a cui si rimanda per una disamina degli studi precedenti.
- Gli avvenimenti del 1º giorno di Nisān (Nisannu), ovvero del 1º giorno della festività, sono pressoché sconosciuti.[5]
- Il 2º giorno del mese di Nisān (Nisannu) due ore prima dell'alba, il šešgallu[6] si alza e si lava con l'acqua del fiume. Poi entra nel tempio alla presenza di Bel (Marduk) e recita la preghiera,[7] quindi apre la porta del tempio ai divinatori (kalû) e ai cantori. Tre ore dopo l'alba, il šešgallu chiama l'artigiano consegnandogli oro e pietre preziose che provengono dal tesoro del tempio affinché predisponga due statuine per il VI giorno. Convoca anche l'ebanista consegnandogli il necessario legno di cedro e di tamarisco.
- Dal 3º al 6º giorno gli artigiani, gli ebanisti, i tessitori e gli orefici portano le offerte a Bel, che consistono in due statue di 7 pollici di altezza, una di cedro e una di tamarisco, adornate d'oro e di pietre dušû: una tiene in mano un piccolo serpente in cedro, offrendo la destra in alto verso Nabû; l'altra uno scorpione offrendo sempre la destra in alto verso Nabû. Queste due piccole statue resteranno nel tempio di Madānu[8] per essere giudicate, fino al 6º giorno.
- Il 4º giorno, tre ore e un terzo d'ora prima dell'alba, il šešgallu si alza per lavarsi nelle acque del fiume, rientrando nel tempio, e lì rimuovendo la cortina di fronte alle immagini di Bel e Belti (nell'Etuša, lett. "Casa dell'abitazione" che designa la cella templare dove ha sede la statua all'interno dell'Esagila), intona a Bel una preghiera. Dopo la preghiera, il šešgallu esce dal tempio e si volge verso nord intonando altre preghiere. Poi apre le porte del tempio facendovi entrare gli officianti (ērib bīti). In questo giorno, dopo il pasto serale, il šešgallu pronuncia l'Enûma Eliš, dall'inizio alla fine, di fronte a Bel. Mentre compie questo, la faccia della tiara di Anu e il trono di Enlil devono essere coperti (devono essere coperti i simboli dei loro poteri). In questo stesso giorno una processione trasporta la statua del figlio di Marduk, il dio Nabû, dal suo tempio Ezida (lett. "Casa della verità" oppure "Casa sicura") di Borsippa al tempio di Esagila.
- Il 5º giorno, tre ore e un terzo d'ora prima dell'alba, il šešgallu si alza per lavarsi nelle acque dei fiumi Tigri ed Eufrate, quindi entrerà nel tempio e rimuovendo la cortina posta di fronte a Bel e a Beltia pronuncerà una preghiera. Quindi fa entrare nel tempio gli officianti, che compiranno i riti, così anche i kalû e i cantori. Due ore dopo l'alba il šešgallu chiama l'incantatore che purificherà il tempio con l'acqua della cisterna del Tigri e l'acqua della cisterna dell'Eufrate. Dopo l'aspersione del tempio, verrà suonato il timpano di rame, agitando l'incensiere e la torcia. Seguono altre purificazioni dei locali più interni, infine l'unzione dei battenti della cella con olio di cedro, ponendo un incensiere d'argento dove bruceranno aromi e ginepro. Quindi entra il portatore di spada che mozzerà la testa a un montone. Con il corpo del montone viene strofinato il tempio. L'incantatore prende poi il corpo del montone e recatosi al fiume, voltandosi a occidente, lo getterà nelle acque. Il portatore di spada farà la stessa cosa con la testa del montone e infine quest'ultimo e l'incantatore si recheranno in campagna senza poter più entrare in Babilonia finché permarrà l'immagine del dio Nabû nella città. Quindi dal 5° al 12° resteranno in campagna. Il šešgallu non deve assistere alla purificazione del tempio altrimenti essa non ha luogo. In questo giorno il re di Babilonia si reca all'Esagila, dove, purificatesi le mani (šuluhhu) e spogliato dei suoi simboli regali (scettro, tiara, cerchio e mazza), viene condotto dal šešgallu al cospetto di Nabû e non viene quindi ancora introdotto al cospetto di Marduk. Qui il re viene schiaffeggiato dal šešgallu il quale, prendendolo per un orecchio, lo trascina in ginocchio nel santuario di Marduk, dove il re assicura il dio sulla sua condotta religiosa, chiedendo perdono per le sue colpe.[9] Allora il šešgallu, assicurandone la grazia divina e la potenza per sconfiggere i nemici, riconsegna i simboli del potere al re, di fatto rinominandolo nel suo ruolo per un altro anno. Poi il sommo sacerdote continua a colpire il re sul volto finché questi, supplicando il dio, non piange dal dolore: le lacrime del re sono segno che Marduk ha accettato il suo pentimento, qualora non dovessero sgorgare è segno nefasto, il re potrà essere ucciso dai suoi nemici. Successivamente, dopo il tramonto, il sommo sacerdote e il re bruciano, in un sacrificio eseguito nel cortile del tempio, un toro bianco in una fossa in cui sono stati gettati un fascio composto da quaranta canne, ben dritte e non danneggiate, legate con ramo di palma, e miele, crema e olio di prima qualità. Il re, con una torcia, dà fuoco al sacrificio recitando, con il šešgallu, una preghiera di cui resta il seguente frammento:

(v.461)
I giorni dal 6° al 12° sono ricostruiti esclusivamente in base a dei commentari, in particolare i giorni dal 9° al 12° sono basati su testimonianze molto frammentarie.
- Il 6º giorno, la statua di Nabû viene trasferita nel tempio di Eḫursagtila dove e le due statuine preparate dagli artigiani, vengono dapprima decapitate e poi bruciate. In questo giorno si avvia il periodo delle donazioni.
- L'8º giorno, l'assemblea degli dèi giunti a Babilonia si riunisce all'ubšuukkina per decidere i destini dell'anno che segue. In questo stesso giorno, Marduk, con una grande processione cittadina, viene trasferito al tempio di Akītu (bīt Akītu) situato fuori della città.
- Il 10º giorno, gli dèi si riuniscono in assemblea nel tempio di Akītu.
- L'11* giorno, gli dèi celebrano una grande festa al tempio di Akītu; Marduk rientra nel suo tempio a Babilonia insieme a Nabû. Si celebra il matrimonio rituale tra Marduk e la paredra Ṣarpānītu.
- Il 12º giorno si conclude il periodo della festività.